# Ercole Consalvi
Ercole Consalvi (Roma, 8 giugno 1757 – Roma, 24 gennaio 1824) è stato un cardinale, politico e mecenate italiano.
Fu Cardinal Segretario di Stato di Pio VII  a due riprese dal 1800 al 1806 e dal 1814 al 1823. Si segnalò quale abile diplomatico e fine politico. È considerato dalla storiografia una delle personalità politiche più importanti nella storia della Chiesa cattolica degli ultimi secoli.

## Biografia

### Consalvi e Brunacci
Ercole Consalvi discende da un'aristocratica famiglia di origini pisane: i Brunacci.
Nel XV secolo un suo antenato si trasferì a Viterbo, dove alla sua morte (1433) fu sepolto nella chiesa di San Sisto (Aloysius Nicolai de Brunaccis Pisanus Civis, anno 1433), e da qui un suo discendente si trasferì a Toscanella (oggi Tuscania). 
Fu il nonno di Ercole, Gregorio Brunacci di Toscanella, ad assumere il cognome e le armi del marchese Ercole Consalvi di Toscanella-Roma di modo da ereditarne, secondo disposizioni testamentarie, la grande fortuna. Così scrisse il Consalvi nelle sue "Memorie", precisando appunto di essere un "Brunacci" e non un "Consalvi": 

### La giovinezza e la carriera in curia
Ercole Consalvi nacque a Roma da Mario Giuseppe (Brunacci) Consalvi, marchese di Castel d'Arunte in Toscanella, e dalla contessa Claudia Carandini di Modena. Alla morte del padre, Ercole venne affidato alle cure del cardinale Andrea Negroni. Per parte di madre egli era imparentato con il cardinale Filippo Carandini (1787) e con il cardinale Antonio Frosini.
Ercole frequenta dal 1766 al 1771 il Collegio degli Scolopi di Urbino ed a 14 anni entra nel Seminario di Frascati, dove le sue doti sono notate dal vescovo, il cardinale Enrico Benedetto Stuart. In seguito Consalvi prosegue, come suo protetto, gli studi di Storia ecclesiastica e di Diritto civile e canonico all'Accademia dei nobili ecclesiastici.
Nel 1783 entra in curia come ciambellano privato del Pontefice. Qui svolge una carriera brillante e già nel 1790 è prelato votante del Supremo Tribunale della Segnatura Apostolica e nel 1792 è nominato prelato uditore della Rota romana.
Nel 1796 è nominato assessore della Commissione militare incaricata di prevenire tumulti rivoluzionari. Quando i francesi guidati da Louis Alexandre Berthier entrano a Roma nel febbraio del 1798, Consalvi è arrestato e rinchiuso nel carcere di Castel Sant'Angelo. In seguito fu esiliato. Dovendo lasciare lo Stato Pontificio, dapprima giunge a Napoli e, dopo avere tentato invano di raggiungere papa Pio VI, si trasferisce a Venezia.

### Cardinal Segretario di Stato (1800-1806)

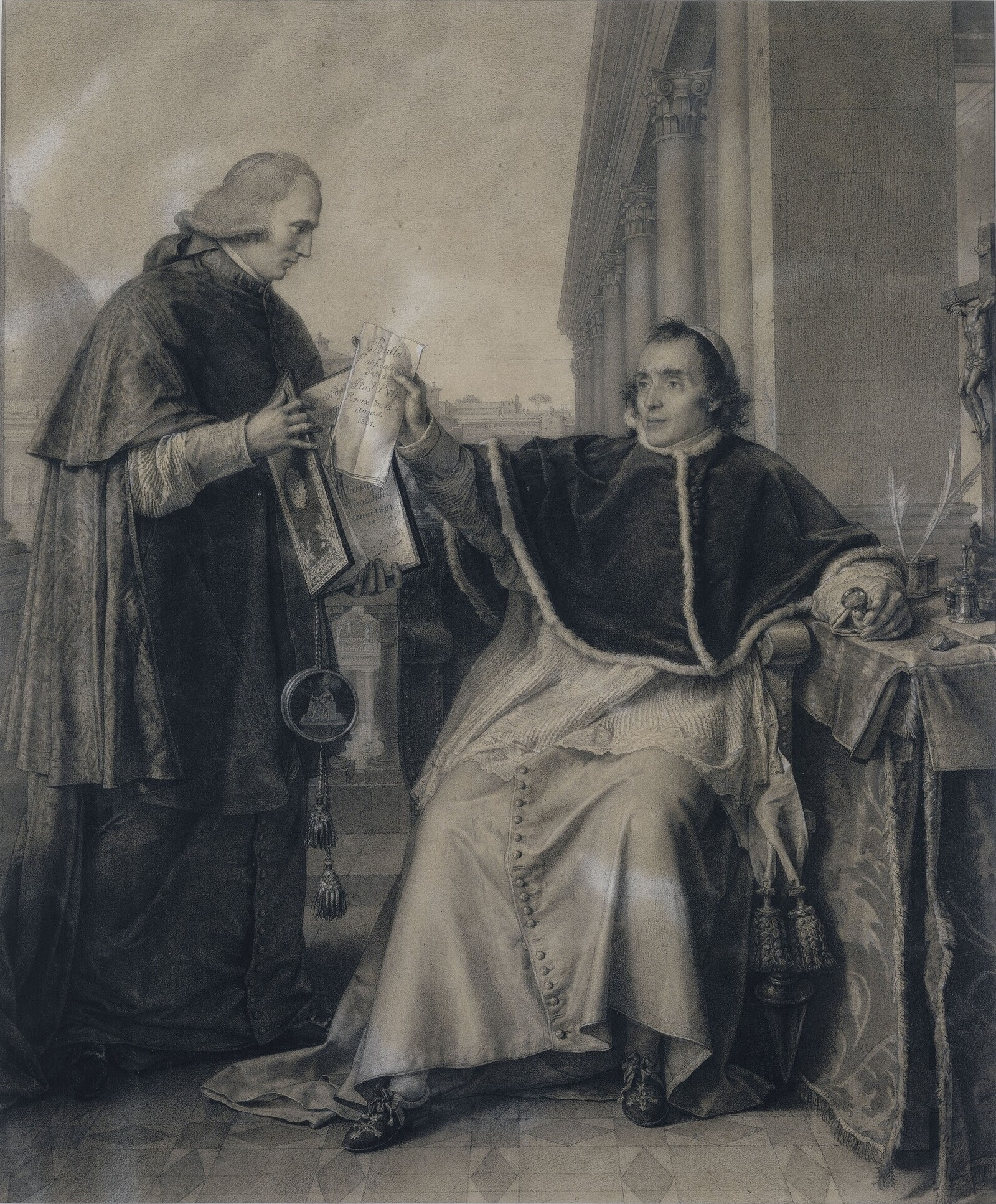
Il cardinale Consalvi col pontefice Pio VII nell'atto della firma del concordato tra Francia e Santa Sede (15 agosto 1801)

Alla morte di Pio VI (29 agosto 1799), Consalvi è scelto quale segretario del conclave che si apre il 1º dicembre 1799 a Venezia nel monastero di San Giorgio Maggiore. Quando i lavori si bloccano per oltre tre mesi, a causa fra l'altro del veto dell'allora Imperatore del Sacro Romano Impero Francesco II d'Asburgo sul cardinale Gerdil, Consalvi riesce a fare convergere i voti dei cardinali sul nome del cardinale romagnolo Barnaba Chiaramonti, vescovo di Imola, che è eletto Papa il 14 marzo 1800. L'indomani il nuovo Papa, che ha preso il nome di Pio VII, sceglie Consalvi quale proprio Prosegretario di Stato e l'11 agosto lo crea cardinale pur egli avendo soltanto gli Ordini Minori: riceverà dallo stesso Pio VII il Suddiaconato e il Diaconato rispettivamente il 20 e il 21 dicembre 1801, rimanendo diacono a vita.
Consalvi ottiene dal Papa mano libera nella riorganizzazione dello Stato della Chiesa, scosso dalla bufera rivoluzionaria. Si circonda di prelati progressisti e costituisce quattro commissioni cardinalizie incaricate di riflettere sulla riforma delle istituzioni. L'amministrazione statale è aperta ai laici, scelti, tuttavia, esclusivamente fra le famiglie aristocratiche. Vi è una certa apertura alla libertà di commercio per i generi alimentari, accompagnata dal blocco delle distribuzioni di grano a prezzi sussidiati. Vi sono riforme sia in campo monetario che fiscale; infine, 35 imposte e tasse differenti sono sostituite da un'unica tassa personale e reale.

Anche da un punto di vista artistico Roma sembra rinascere: vengono restaurati i monumenti antichi, si restaura la passeggiata del Lungotevere, le statue scoperte durante gli scavi vengono trasferite nei Musei vaticani, mentre il Consalvi protegge e sovvenziona gli artisti più noti dell'epoca, come lo scultore Antonio Canova.
Politicamente il Consalvi si segnala per il concordato che riesce a concludere nel 1801 a Parigi con Napoleone, dopo ben 13 mesi di faticose trattative da lui condotte con abilità, ma pure con una certa arrendevolezza. Con il Concordato la Chiesa rinunciava ai beni incamerati dallo Stato francese con la Costituzione civile del clero del 1790. Il Concordato prevedeva anche disposizione favorevoli alla Chiesa, che però Napoleone svuotò di valore con l'aggiunta dei famosi 77 articoli organici ispirati dal Talleyrand. Consalvi concluse un concordato anche con la Repubblica Cisalpina e poi con il Regno Italico; anche in questo frangente i rapporti rimasero sempre tesi; in una nota del 30 luglio 1805 inviata al ministro del culto Giovanni Bovara, il cardinale si lamentava delle numerose infrazioni al concordate fatte dai funzionari del Regno Italico, in particolare della «distruzione di tante parrocchie», sottolineando il fatto che ciò fosse avvenuto «senza intelligenza con la Sede Apostolica».
Il Consalvi riuscì a convincere nel 1804 il Papa a incoronare Napoleone imperatore. Bonaparte, conoscendone l'assoluta fedeltà al Papa e l'abilità politica, e considerandolo quindi un proprio nemico, tramite il cardinal Joseph Fesch riuscì a raggiungere il proprio scopo: il 17 giugno 1806 Consalvi lasciò la Segreteria di Stato.

### L'esilio
Quando il 17 maggio 1809 la Francia invade lo Stato della Chiesa, Consalvi deve lasciare Roma. Si ritira a Parigi, dove vive nella discrezione, rifiutando la pensione offertagli dal governo. Nel 1810 rifiuta di assistere al matrimonio fra Napoleone e Maria Luisa d’Austria, visto che il Papa non aveva potuto esprimersi sull'invalidità della prima unione fra l'imperatore e Giuseppina di Beauharnais.
Furioso, Napoleone ordina che i beni del Consalvi e di altri 12 cardinali siano confiscati e che essi siano privati del loro rango. Questi prelati dovranno quindi vestire come normali sacerdoti e saranno pertanto soprannominati i «cardinali neri». L'11 giugno 1810 Consalvi viene esiliato a Reims, dove impiegherà gli anni seguenti nella redazione delle proprie memorie.
Liberato nel 1813, ritorna a Roma dopo l'abdicazione di Napoleone nel 1814 ed è nominato nuovamente Cardinal Segretario di Stato.

### Il secondo mandato
I primi compiti che il Papa affida a Consalvi sono preminentemente di natura diplomatica. Egli amplia le relazioni della Santa Sede al di là della cerchia tradizionale, incontra lo zar Alessandro I di Russia e il Principe reggente di Inghilterra, il futuro Giorgio IV.
Consalvi partecipa quindi al Congresso di Vienna, dove si distingue come uno dei protagonisti assoluti delle assise; Consalvi ottiene soprattutto la ricostituzione dello Stato della Chiesa nei confini pre-rivoluzionari con l'eccezione di Avignone e del Contado Venassino, che restano annessi al Regno di Francia.
Negli anni successivi si devono a Consalvi i concordati con il Regno di Baviera, il Regno di Sardegna (1817), la Prussia (1821), il Regno di Hannover (1823), l'Impero russo, il Regno di Württemberg, la Spagna e il Cantone di Ginevra.
In politica interna riprende gli sforzi di riforma, abolendo i privilegi della nobiltà, promulgando i nuovi codici civile e penale e riorganizzando l'istruzione e le finanze. Numerosi sono i documenti pontifici alla cui stesura il Consalvi contribuisce con la propria visione politica. Tra essi il motu proprio del 6 luglio 1816, "Quando per ammirabile disposizione". Continuerà la propria politica di promotore delle arti. Egli sarà tuttavia un avversario dei Carbonari.

### Gli ultimi anni

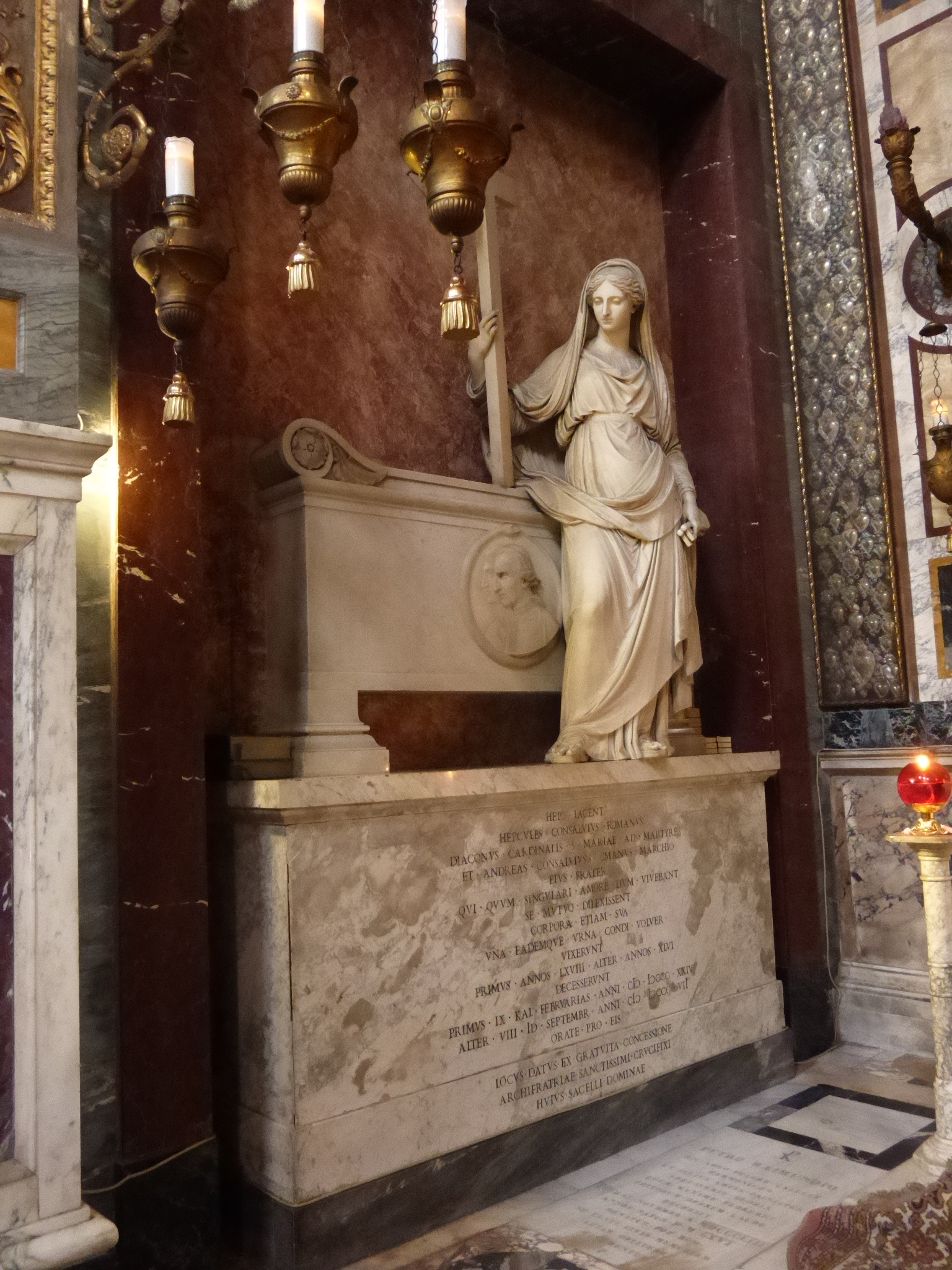
Monumento funebre del Cardinal Consalvi e del fratello in S. Marcello al Corso

Alla morte di Pio VII il 20 agosto 1823, che tanto fedelmente aveva servito, Consalvi lascia la Segreteria di Stato. Si dice tuttavia che il suo successore, l'ottantenne cardinale Giulio Maria della Somaglia, lo consultasse frequentemente. Consalvi andò invece a capo della Congregazione di Propaganda Fide. Ma vi stette poco: infatti, appena pochi mesi dopo Pio VII, il 24 gennaio 1824 anche Consalvi morì.
Il suo testamento del 1822, dove istituiva erede universale di tutto il suo patrimonio la Congregazione di Propaganda Fide, riconoscendo ai parenti solo alcune rendite destinate ad esaurirsi alla morte dei titolari, suscitò subito dopo la sua morte un lungo contenzioso legale acceso dal mancato erede conte Negroni, che rivendicava l'estrapolazione del proprio patrimonio familiare da quello del cardinale, con il quale era stato confuso nelle successioni precedenti. Tutte le cause furono vinte dalla Congregazione.
Ricordato non solo per la grande abilità politica e diplomatica, ma anche come uomo giusto e pio, venne sepolto con il fratello Andrea nella chiesa di San Marcello al Corso. Il cuore fu tumulato a parte, nel Pantheon di Roma dove, sotto il suo busto, scolpito dallo scultore Bertel Thorvaldsen, si legge:
D.O.M.

HERCULI CONSALVI S.R.E. CARD. S. MARIAE AD MARTIRES

CUIUS COR CONDITUM EST HOCCE PIETATIS MONUMENTUM

AMICI TANTI VIRI POSERUNT

MDCCCXXIIII.

## Dissero di lui
Per la moderazione e l'abilità politica dimostrate nelle trattative diplomatiche al Congresso di Vienna, Consalvi ricevette i complimenti dell'ambasciatore inglese lord Castlereagh, che lo definì "il maestro di tutti noi".